# Sada (kommun i Navarra)
Sada är en kommun i Spanien.   Den ligger i provinsen Provincia de Navarra och regionen Navarra, i den nordöstra delen av landet, 300 km nordost om huvudstaden Madrid. Antalet invånare är 184. Arean är 12,7 kvadratkilometer. Sada gränsar till Áibar.
Terrängen i Sada är platt åt sydost, men åt nordväst är den kuperad.